# Nagygeresd
Nagygeresd község Vas vármegyében, a Sárvári járásban.

## Fekvése
Nagygeresd Vas vármegye északkeleti csücskében, a Répce folyó mellett fekszik. Történetileg az egykori Sopron vármegye Csepregi járásának része volt, az 1950-es megyerendezéskor csatolták Vas megyéhez.

### Megközelítése
A település közúton több irányból is könnyen elérhető, mert a 86-os főúttól alig 1,6 kilométerre északra, a 84-es főúttól pedig 5 kilométerre keletre található. A 86-osról a Vasegerszeg keleti széle előtt leágazó 8631-es út vezet a községbe, a 84-esről pedig Tompaládony központjában célszerű letérni a 8614-es útra, amely Nagygeresd főutcája is egyben.
Vasútvonal nem érinti, a legközelebbi vasúti csatlakozási lehetőséget a Hegyeshalom–Porpác-vasútvonal Vasegerszeg megállóhelye kínálja, mintegy 3 kilométerre délre.

## Története
A környék már a kőkorszakban is lakott volt. A település nevét először 1260-ban említik oklevelek Gueruzd néven. A Geresd Árpád-kori személynév, vélhetően a György korabeli megfelelője volt. A 16. században Kis- és Nagygeresd néven két különálló település létezett, melyeket 1928-ban egyesítettek. Mindkét község jelentős nemesi lakossággal bírt, akik nagy szerepet játszottak a reformáció elterjesztésében. A 17. században a község három evangélikus zsinatnak is a helyszíne volt. A jelentősebb birtokosok a Kanizsai és Nádasdy, majd a gróf Milványi Cseszneky, Káldy, Mesterházy és Virtsológi Rupprecht családok voltak. A rendszerváltozást követően rövid ideig a simasági körjegyzőséghez tartozott, 1992-1999 között önálló jegyzőséggel rendelkezett. Jelenleg a Vasegerszeg a közös körjegyzőség székhelye.

## Közélete

### Polgármesterei
- 1990–1994: Ágoston Gábor (független)[4]
- 1994–1998: Ágoston Gábor (független)[5]
- 1998–2002: Ágoston Gábor (független)[6]
- 2002–2006: Horváth István (független)[7]
- 2006–2010: Németh Lajos (független)[8]
- 2010–2014: Németh Lajos (független)[9]
- 2014–2019: Németh Lajos (független)[10]
- 2019–2024: Németh Lajos (független)[11]
- 2024– : Németh Lajos (független)[1]

## Népesség
A település népességének változása:
| Lakosok száma | 281  | 282  | 284  | 276  | 248  | 260  | 255  |
|               | 2013 | 2014 | 2015 | 2021 | 2022 | 2023 | 2024 |

A 2011-es népszámlálás során a lakosok 95,1%-a magyarnak, 2,2% németnek, 0,4% ruszinnak mondta magát (3,7% nem nyilatkozott; a kettős identitások miatt a végösszeg nagyobb lehet 100%-nál). A vallási megoszlás a következő volt: római katolikus 36,6%, református 0,7%, evangélikus 44%, felekezet nélküli 1,9% (16,8% nem nyilatkozott).
2022-ben a lakosság 87,9%-a vallotta magát magyarnak, 4,4% németnek, 0,4% románnak, 3,6% egyéb, nem hazai nemzetiségűnek (8,5% nem nyilatkozott; a kettős identitások miatt a végösszeg nagyobb lehet 100%-nál). Vallásuk szerint 36,7% volt római katolikus, 34,7% evangélikus, 0,8% református, 0,4% görög katolikus, 0,4% egyéb keresztény, 0,8% egyéb katolikus, 5,6% felekezeten kívüli (20,6% nem válaszolt).

## Képgaléria

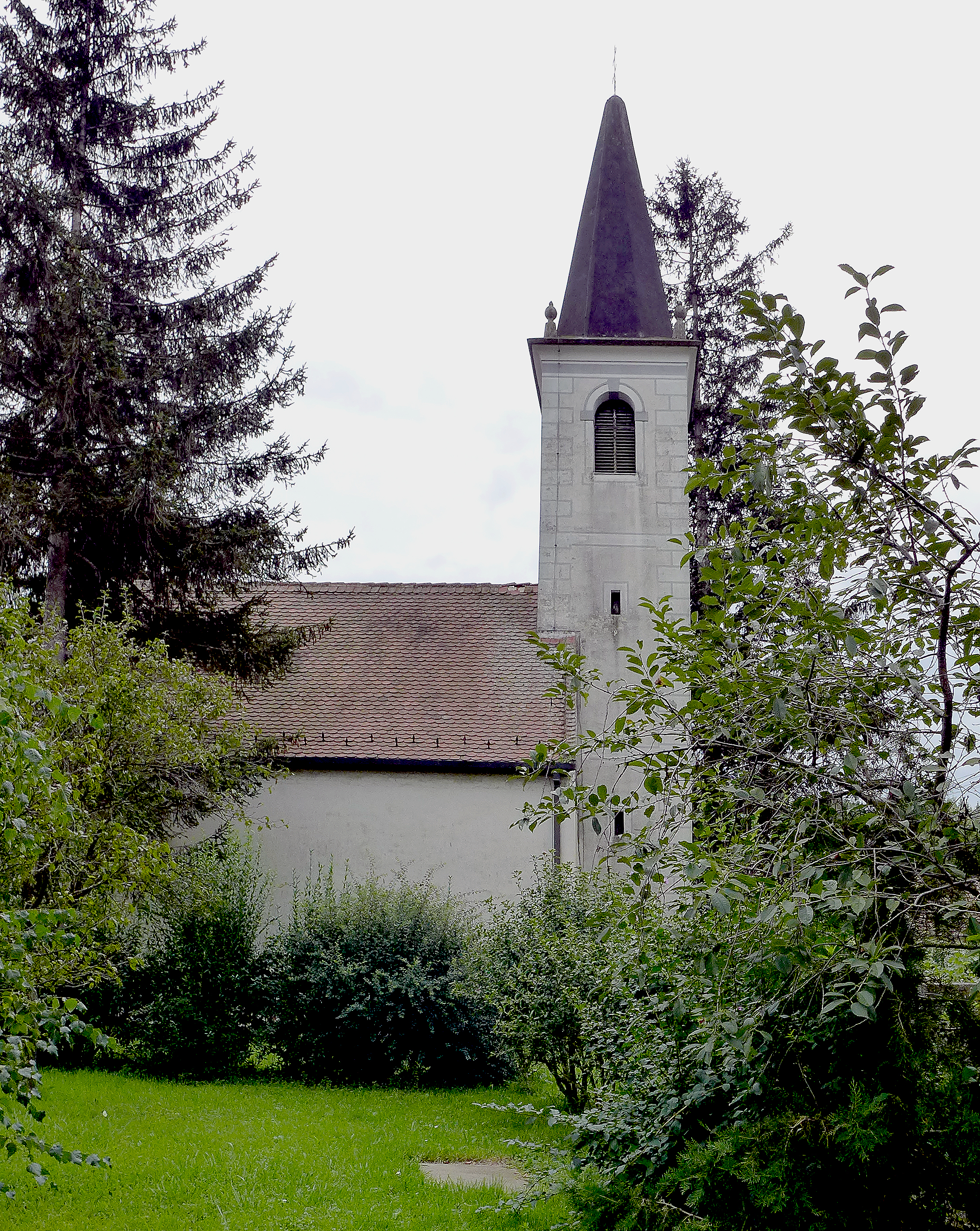
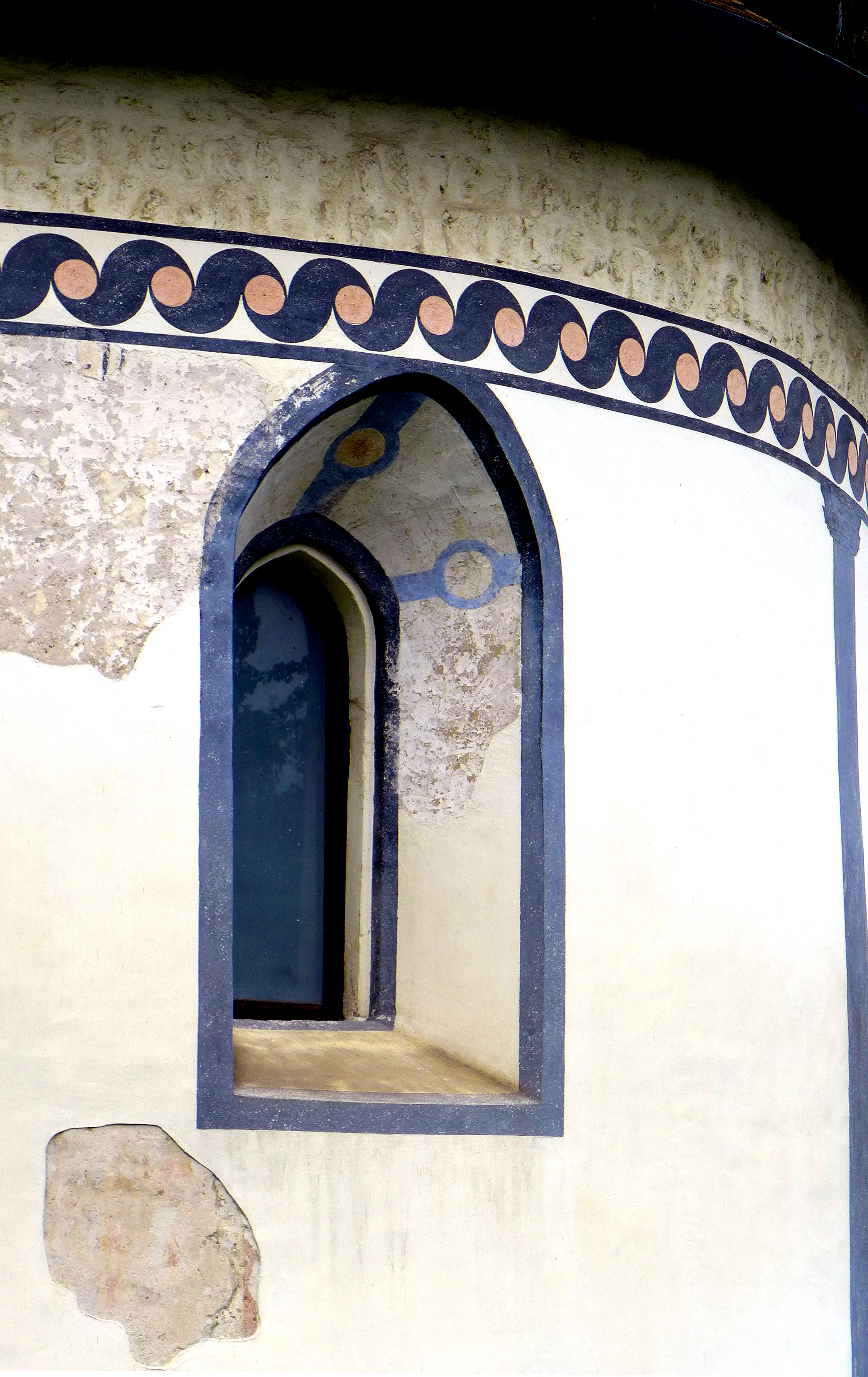
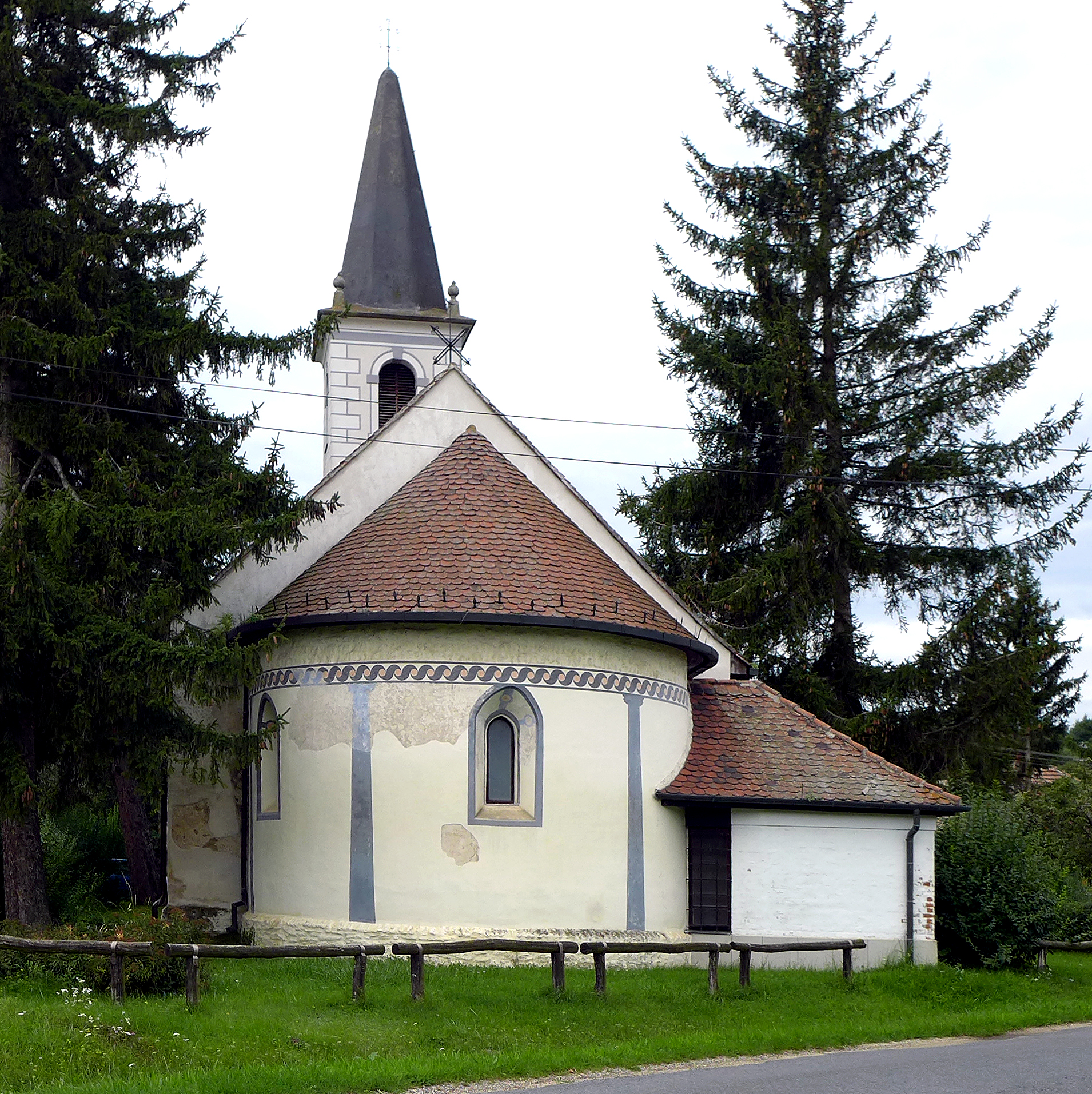
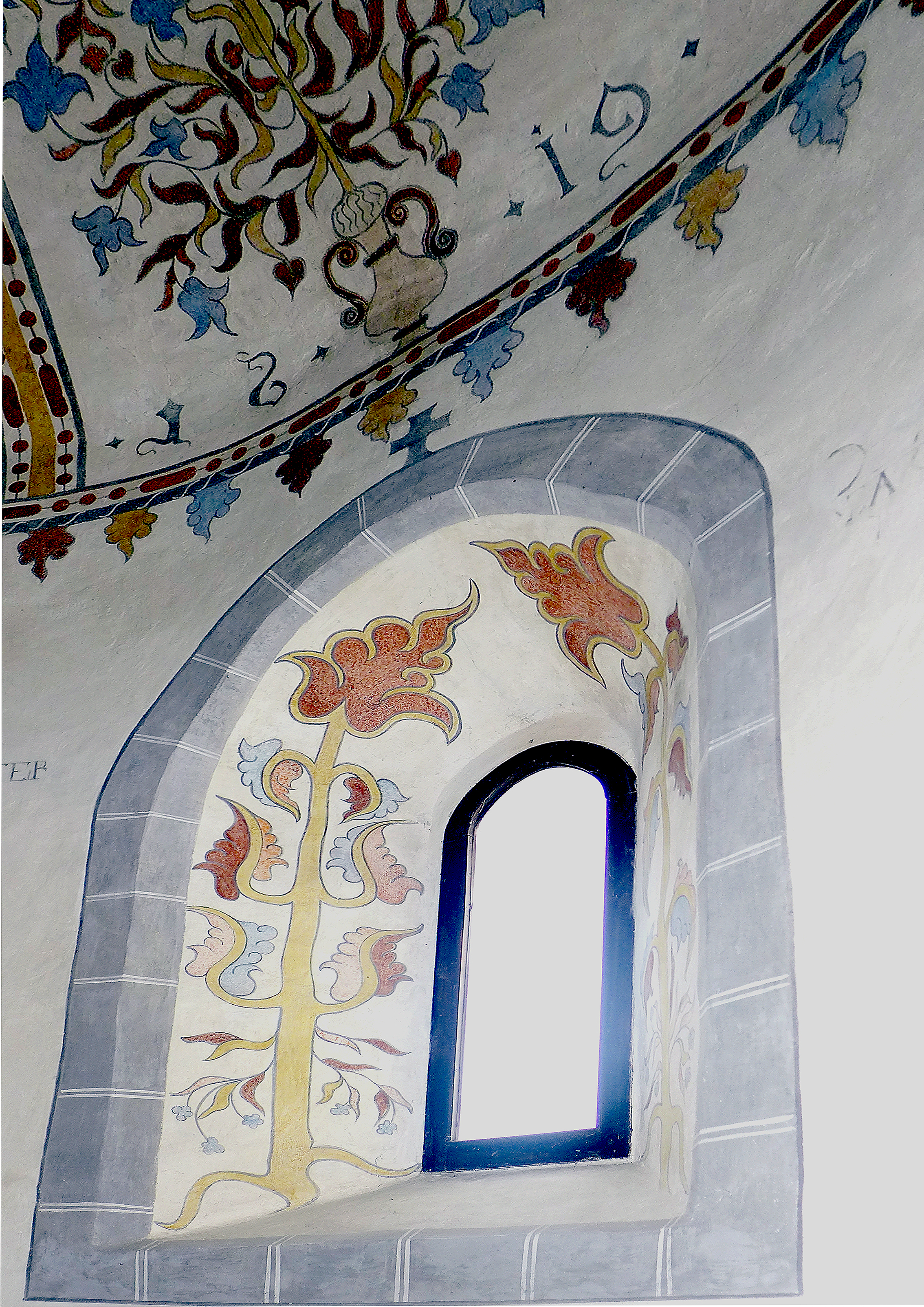
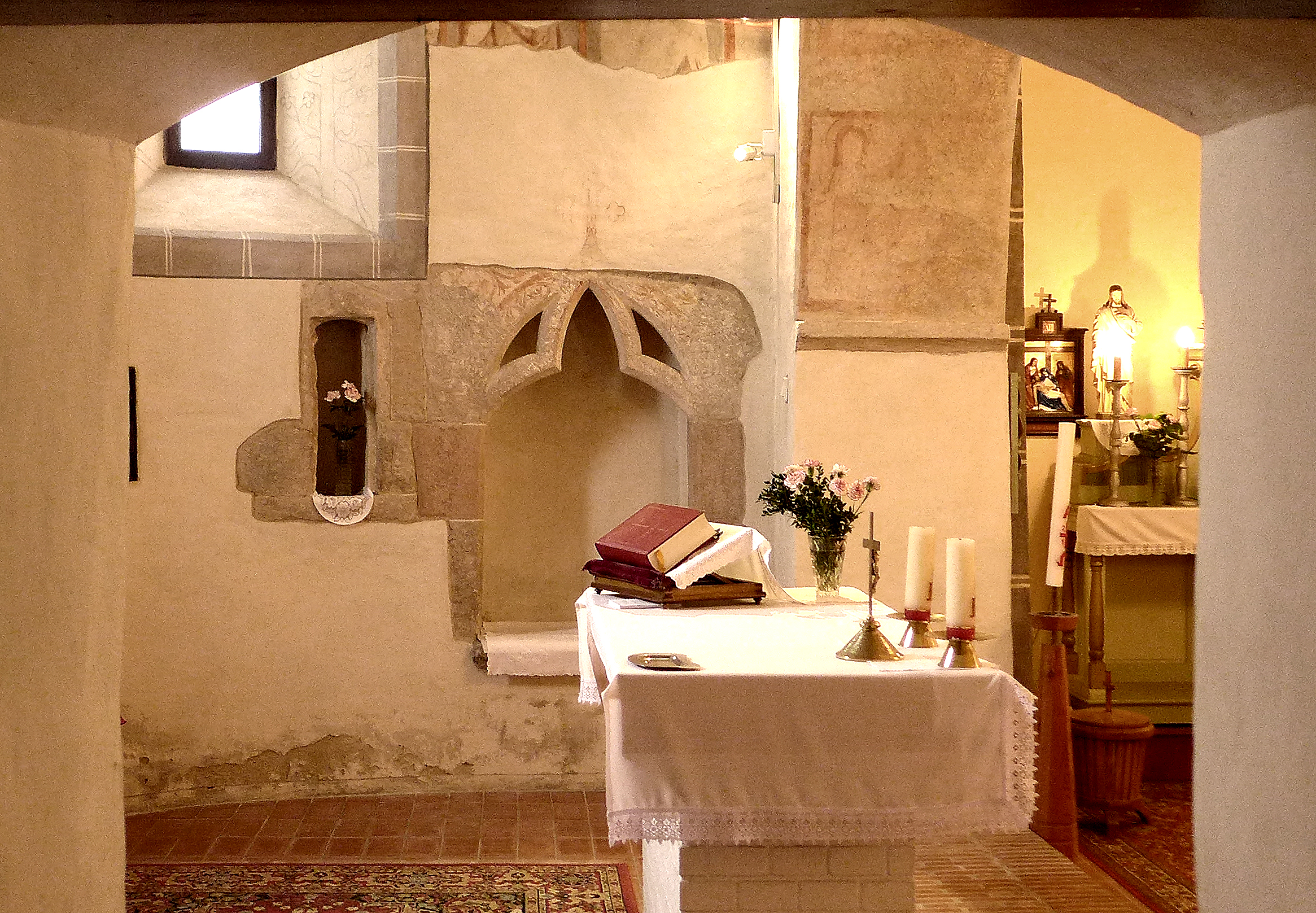
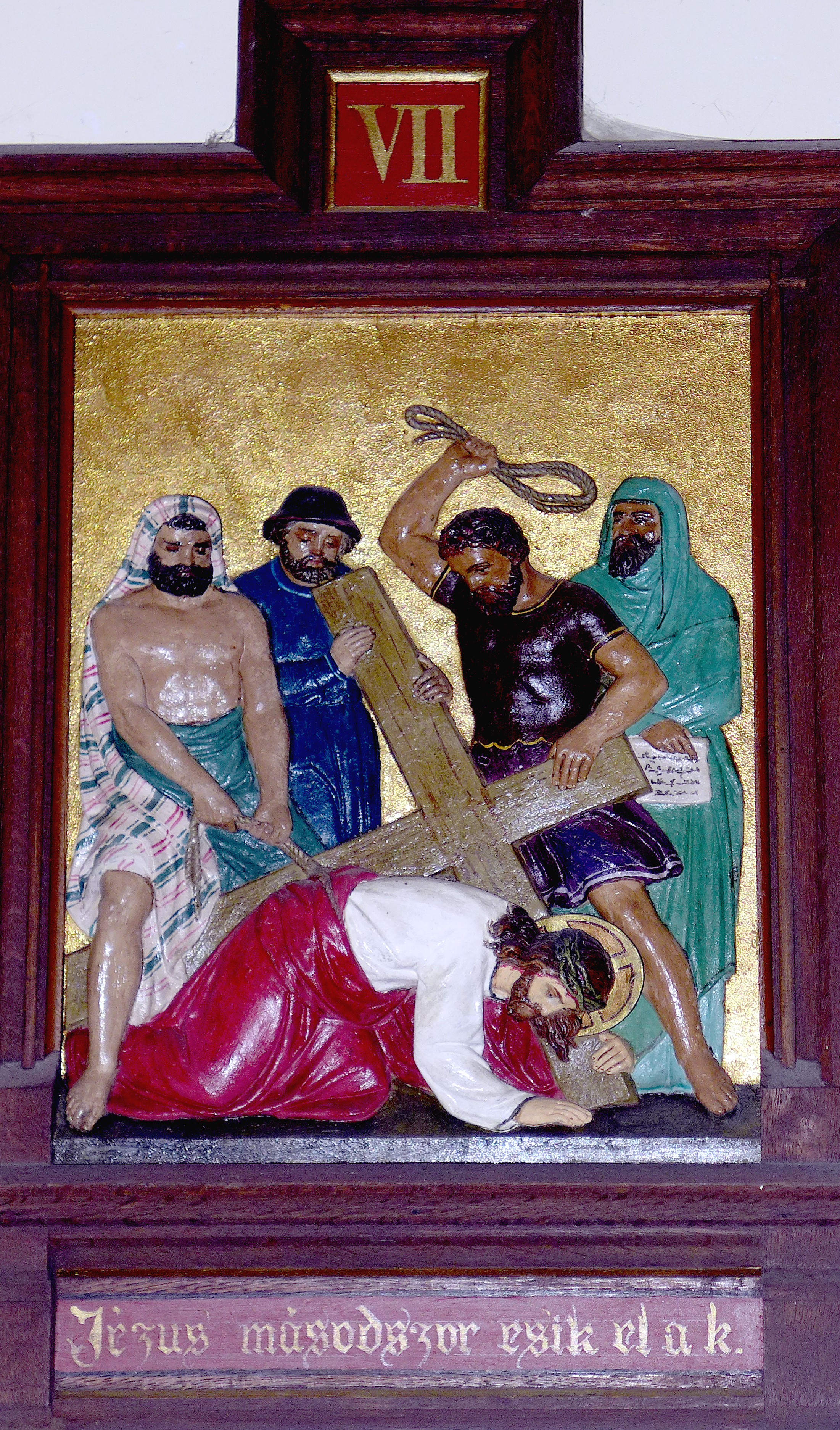
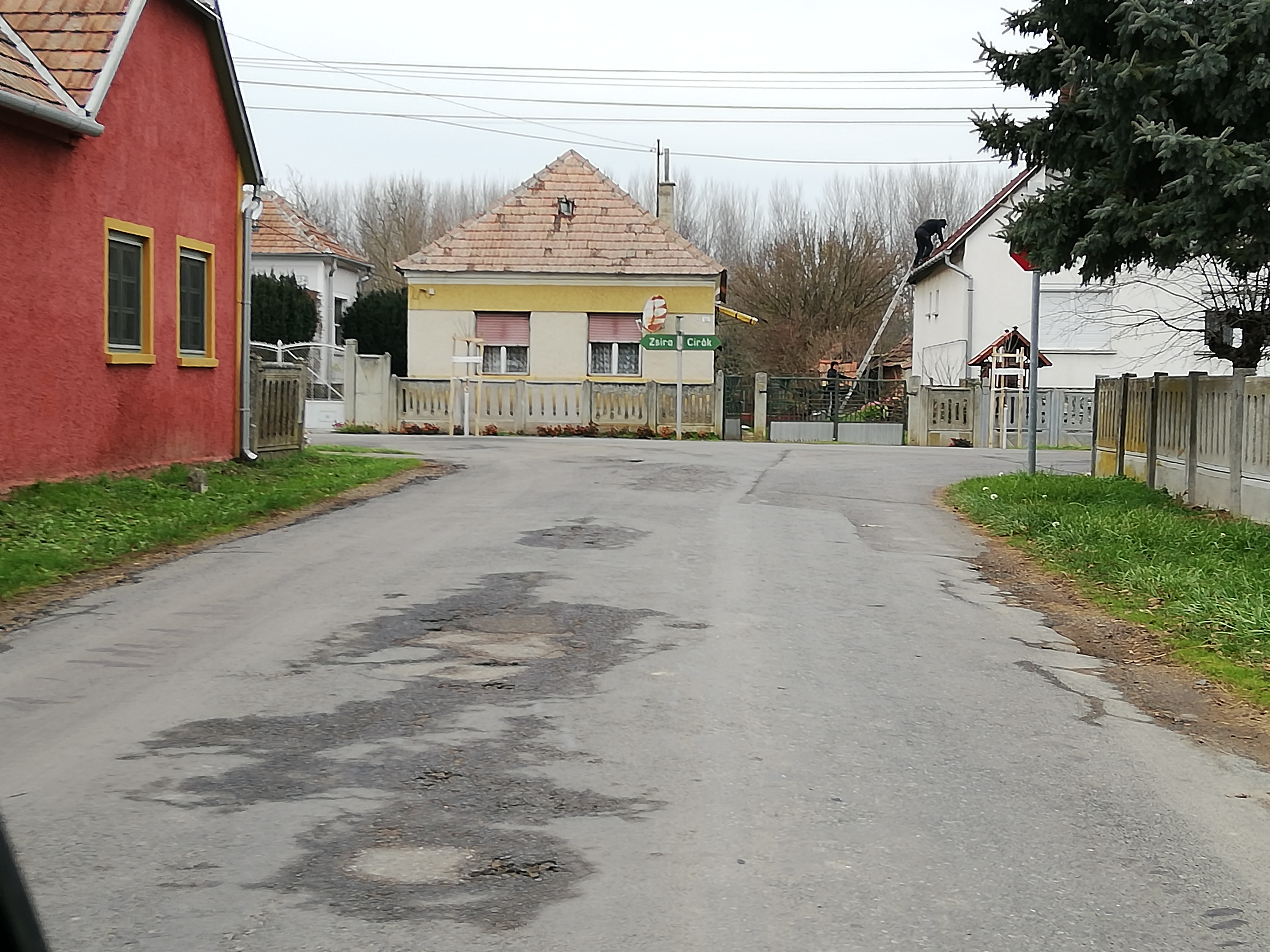
A 8614-es és a a 8631-es utak találkozása Nagygeresd nyugati részén

## Nevezetességei
- falumúzeum
- 13. századi alapokon épült műemlék római katolikus templom[14]
- 1784-ben felszentelt evangélikus templom
- Cseszneky-Mesterházy-kastély